# Comhaontas Glas
Comhaontas Glas (engelska: Green Party), "Gröna alliansen", är ett irländskt grönt parti, grundat 1981. Partiet är medlem i Europeiska gröna partiet (EGP) och dess Europaparlamentariker sitter i Gruppen De gröna/Europeiska fria alliansen (G/EFA). Partiet verkar både i Republiken Irland och Nordirland genom sin nordirländska grupp Green Party Northern Ireland. Partiet har sedan valet 2020 12 mandat i irländska underhuset och sitter i regering tillsammans med Fine Gael och Fianna Fáil. Partiet representerades fram till 2022 med två mandat i Nordirländska lagstiftande församlingen, då de förlorade båda två i det årets val. I Europaparlamentet har partiet två av Irlands mandat.

## Politik
Partiet profilerar sig som ett grönt parti med fokus på miljö-, och klimatfrågor. I partiets konstitution beskrivs partiets mål om bevarande av naturresurser, "ersätta den vinst-drivna ekonomiska modellen med en hållbar sådan som skyddar mänskliga rättigheter tillika allt liv på jorden och är sparsam med begränsade resurser". Denna modell ska också "endast växa för att förse samhällets behov och evolutionära utveckling; och inte stöttar exploatering av individuella viljor att maximera vinst". Samtidigt verkar man för omfördelning av jordens resurser för att motverka fattigdom, decentralism och behovet av världsfred. 
Vid regeringsöverenskommelsen med Fianna Fáil och Fine Gael 2020 verkade Comhaontas Glas bland annat för mål om en minskning av Irlands utsläpp av koldioxid på 7% per år. Samma överenskommelse inkluderade mer statliga bidrag till kollektivtrafik och cykelbanor samt höjd koldioxidskatt och förbud mot gasutvninning till havs. 
Partiet har bland annat kritiserats då Irländska miljöskyddsorganisationen (Environmental Protection Agency) varnat för att Irländska regeringen missar landets klimatmål om en minskning av växthusgasutsläpp på 51% 2030 jämfört med 2018, och istället går mot en minskning med 29%.  

## Historia
Comhaontas Glas bildades från början som Irlands Ekologiparti i Dublin 1981, vilket ställde upp i nästkommande års val utan nämnvärda framgångar. Partiet döpte om sig till Gröna alliansen/comhaontás glas 1983, men det skulle dröja till 1988 innan partiet antog sitt nuvarande namn. Påföljande år blev partiet för första gången representerade i Dáil Éireann med ledamoten Roger Garland. Under 90-talet fortsatte partiets framgångar då en Comhaontas Glas-medlem blev borgmästare i Dublin och man vann två mandat i EU-parlamentet. 
Det skulle sedan dröja fram till 2007 innan man fick någon seriös makt på nationell nivå, då partiet lyckades komma in i den Fianna Fáil-ledda regeringen under taoiseach Brian Cowen. Olyckligt nog präglades regeringen av svåra problem i och med finanskrisen 2008 som tog hårt på den irländska ekonomin. Den katastrofala mandatperioden slutade med att Comhaontas Glas lämnade regeringen 2011, och bara dagen innan hade Brian Cowen pressats till att avgå som ledare för Fianna Fáil. Valet samma år blev katastrofalt för båda regeringspartierna och Comhaontas Glas blev helt utröstade ur parlamentet. Nästkommande val återhämtade man sig dock och 2020 hade partiet växt till att erhålla 12 mandat i underhuset, det största antalet mandat man någonsin haft. 
Det i sin tur ledde till att partiet blev en relevant samarbetspartner för Fianna Fáil och Fine Gael som bildade regering tillsammans samma år i en historisk överenskommelse mellan de båda rivalerna. Sedan 2020 har partiet alltså suttit i regeringarna för både Micheál Martin, Leo Varadkar samt Simon Harris.